# 菊池大麓
菊池 大麓（きくち だいろく、1855年3月17日（安政2年1月29日） - 1917年（大正6年）8月19日）は、明治時代から大正時代にかけての日本の数学者、教育行政官。男爵、理学博士。
東京帝国大学（東京大学の前身）理科大学長・総長、文部次官・大臣、学習院長、京都帝国大学（京都大学の前身）総長、帝国学士院院長、貴族院議員、枢密顧問官を歴任した。

## 生涯
蘭学者の箕作秋坪とつね夫妻の次男として江戸天神下（現・新宿区喜久井町）の津山松平家の下屋敷に生まれ、父の実家・菊池家の養嗣子となった。秋坪は蘭学者箕作阮甫の弟子で、つねはその阮甫の三女である。

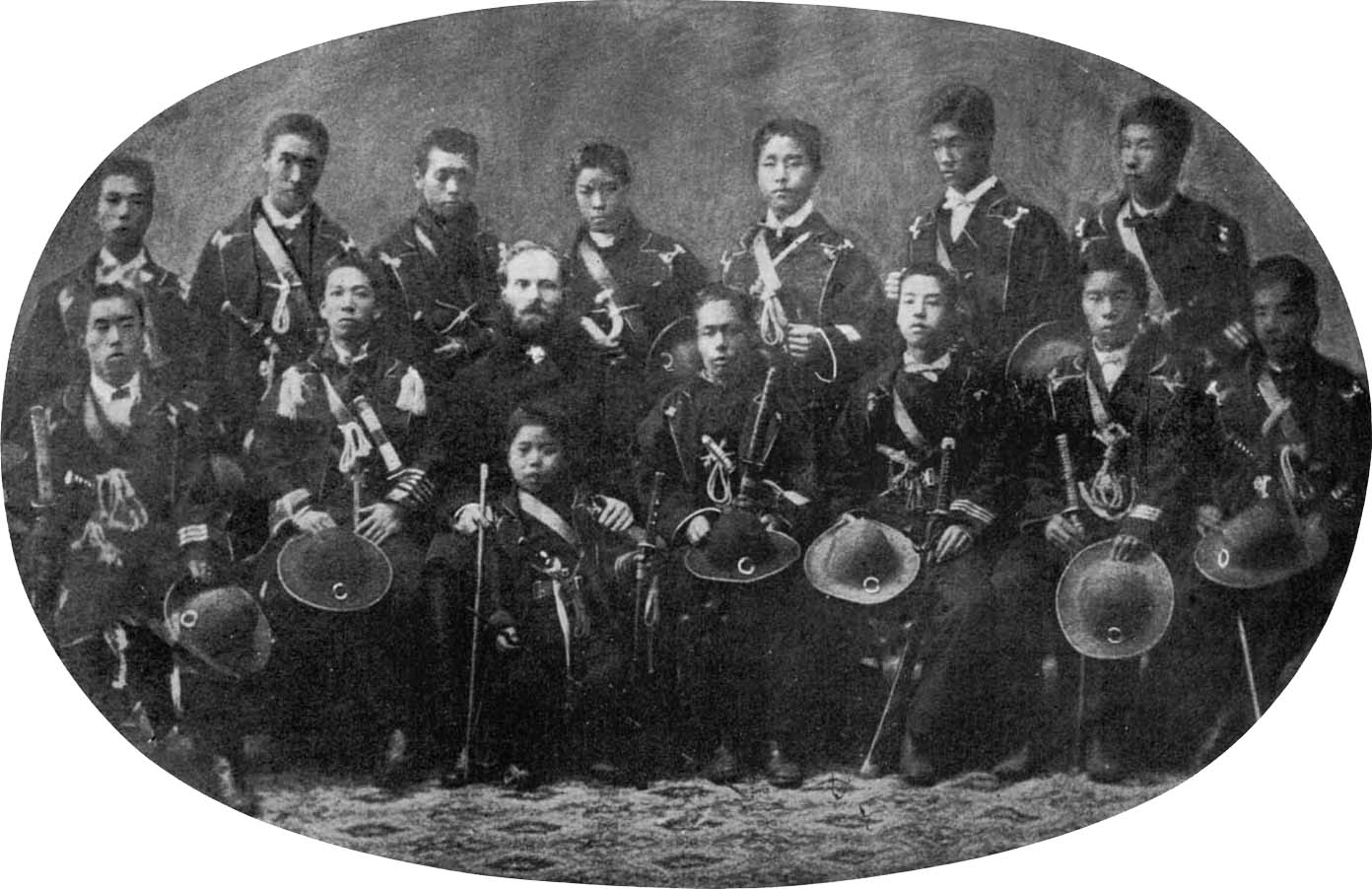
慶応2年11月1日英国留学の為め出発の途中上海にて。後列向って右より外山捨八（正一）、林桃三郎（董）、福沢英之助、杉徳三郎、億川一郎、安井真八郎、岩佐源二。前列向って右より市川盛三郎、箕作奎吾、成瀬錠五郎、中村敬輔（正直）、レベレンド・ウィリヤム・ロイド、川路太郎（寛堂）、伊東昌之助（岡保義）。最前列箕作大六（菊池大麓）。

蕃書調所（東京大学の前身）で英語を学び、1867年（慶応3年）に幕府派遣で、1870年（明治3年）に新政府派遣で、2度に渡り英国に留学した。2度目の留学ではケンブリッジ大学セント・ジョンズ・カレッジで数学と物理学を学び学位を取得した。ケンブリッジ大学を卒業した初めての日本人留学生となった。帰国後の1877年（明治10年）、東京大学理学部教授となり、近代数学を初めて日本にもたらし、理学部における数学教育は外国人教師によるものでなくなる。同大学総長、学習院院長、京都帝国大学総長、理化学研究所初代所長等を歴任し、1902年（明治35年）には男爵を授爵された。福澤諭吉とは知己の仲で、1874年（明治6年）には福澤に招聘されて明六社に参加、福澤がその後に設立した交詢社にも発足時常議員としてもその名を連ねている。1889年（明治22年）には帝国学士院の前身・東京学士会院会員に選任された。
英国留学中には高校大学を通じて相関係数で有名なカール・ピアソンと同窓で親友となり、帰国後ピアソンの編集した本を日本で翻訳出版している。1884年には、グリニッジ子午線を経度0と決めた国際子午線会議に日本の代表として出席している。
菊池は数学者・教育者であるとともに政治的手腕もあった。1890年（明治23年）9月に貴族院勅選議員に勅任されると研究会に所属して、1912年（明治45年）5月に枢密顧問官に勅任されて議員辞職するまで22年間国政に参画した。この間、文部省では専門学務局長から、1897年（明治30年）11月から翌年5月まで第2次松方内閣から第3次伊藤内閣にかけての文部次官となり、浜尾新・西園寺公望・外山正一の3大臣を補佐、1901年（明治34年）6月には第1次桂内閣の文部大臣を拝命して翌年7月まで国政の枢機に携わった。1913年（大正2年）6月には京都帝大の名誉教授となっている。 枢密顧問官は1917年（大正6年）8月に死去するまでつとめている。このほか帝国学士院でも1909年（明治42年）に第2代院長に選ばれ、死去するまでその任にあった。
1917年（大正6年）7月下旬より避暑で茅ヶ崎の別荘を訪れていたが、同年8月19日に新聞を読んでいる最中に脳溢血を起こし、医師による応急治療を受けたがそのまま死去。墓所は谷中霊園。

## 逸話
ケンブリッジ大学時代は数学で常に首席を占めていたため、他のイギリス人学生から嫉視されていた。あるとき大麓が風邪をこじらせて入院すると、イギリス人学生たちは示し合わせて大麓が欠席中の講義ノートを彼に貸さないことにした。それによっていつも2番目の成績だったブラウンという秀才を首席に押し出そうという企みだったが、当のブラウンは病院の大麓を毎日見舞って清書した当日のノートを彼に渡していたため、結局大麓の首位は動かなかった。大麓はその後ことあるごとに「ブラウンの高潔なイギリス魂ほど私を深く感動させたものはない」と当時を回想していたという。
この留学中の1872年にはラグビーの試合に出場したことが記録に残っており、菊池が日本人初のラグビープレイヤーだったことも想像に難くない。

## 家族
- 父・箕作秋坪
- 妻・たつ - 女子高等師範学校舎監・福田米子の長女[10]。大麓との間に4男5女をもうけた。
- 長女・多美子 - 憲法学者の美濃部達吉妻（のちの東京都知事・美濃部亮吉の母。華やかな美人で、藤村操の失恋相手と噂されたこともあった[11][12]）
- 次女・千代子 - 民法学者の鳩山秀夫妻（鳩山秀夫はのちの内閣総理大臣・鳩山一郎の弟）
- 三女・冬子 - 法学者の末弘厳太郎妻（末広の長男・末広重夫の妻はニッポン放送会長などを歴任した植村甲午郎の姪）
- 四女・英子 - 鉄道省技官の平山復二郎妻
- 五女・百合子 - 内務官僚の川村秀文妻（川村秀文の父は台湾総督などを歴任した川村竹治の長男）
- 長男 - 夭折
- 次男・泰二(1893-1921) - 物理学者、爵位と家督を継承。1917年に東大を首席で卒業し、逓信省電気試験所、理化学研究所を経て英国ケンブリッジ大学に留学したが、同地にて客死[13][14][15]。妻タマは三原繁吉（日本郵船重役、浮世絵収集家）次女。
- 三男・健三 - 東京大学教授。1925年東京帝国大学動物学科卒[16]。
- 四男・正士 - 戦後日本を代表する原子物理学者
- 弟に動物学者の箕作佳吉と歴史家の箕作元八。

## 栄典
位階

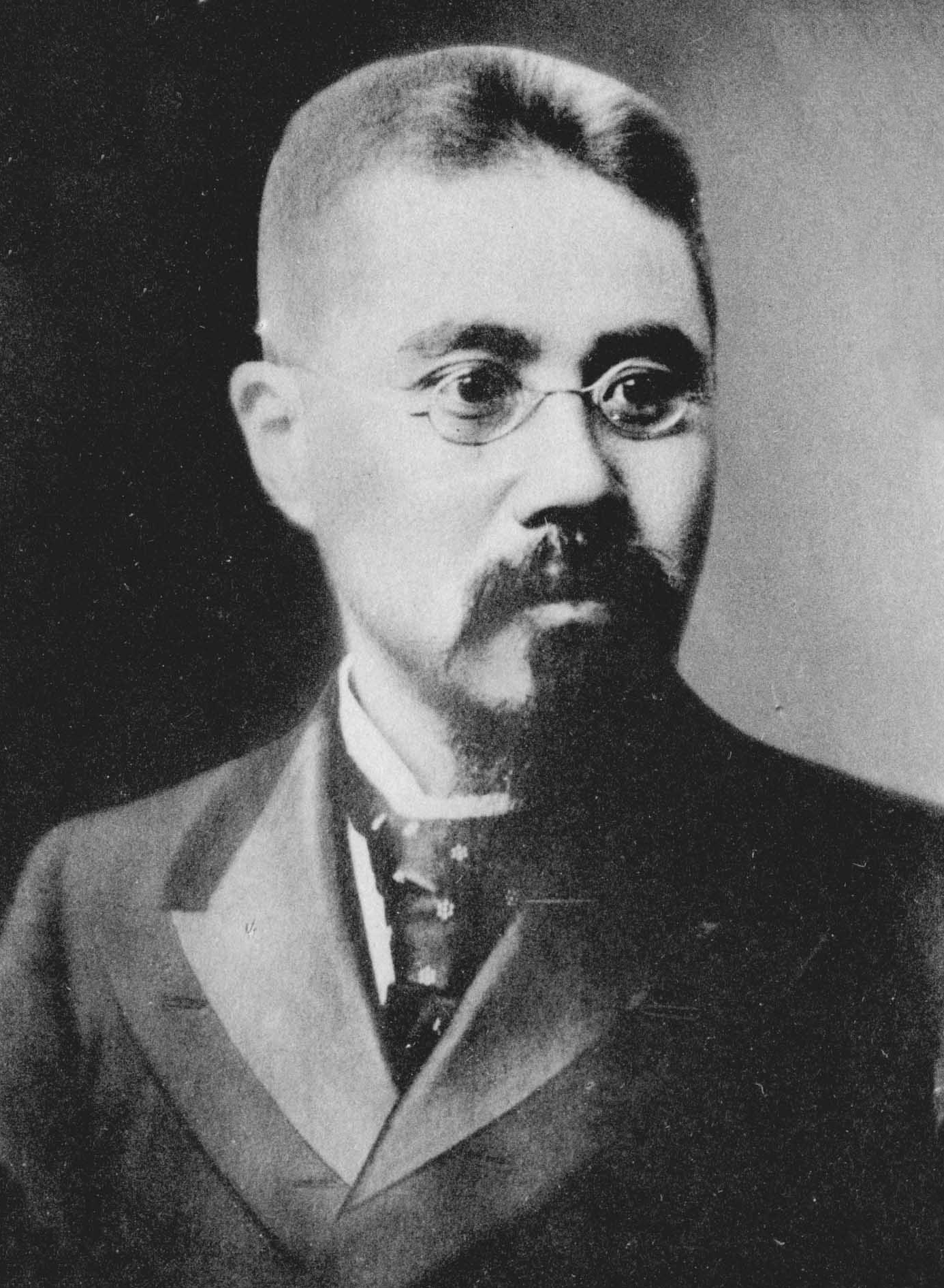
帝大総長当時

- 1881年（明治14年）9月24日 - 正六位[17]
- 1883年（明治16年）2月16日 - 従五位[17]
- 1890年（明治23年）12月8日 - 従四位[18]
- 1896年（明治29年）1月17日 - 正四位[19]
- 1901年（明治34年）3月20日 - 従三位[20]
- 1910年（明治43年）12月10日 - 正三位[21]
- 1917年（大正6年）8月20日 - 従二位[22]

爵位
- 1902年（明治35年）2月27日 - 男爵[23]

勲章等
| 受章年                     | 略綬 | 勲章名           | 備考 |
| -------------------------- | ---- | ---------------- | ---- |
| 1890年（明治23年）11月1日  |      | 藍綬褒章         |      |
| 1892年（明治25年）6月29日  |      | 勲四等瑞宝章     |      |
| 1896年（明治29年）3月28日  |      | 勲三等旭日中綬章 |      |
| 1901年（明治34年）12月27日 |      | 勲二等瑞宝章     |      |
| 1906年（明治39年）4月1日   |      | 旭日重光章       |      |
| 1913年（大正2年）12月27日  |      | 勲一等瑞宝章     |      |
| 1915年（大正4年）11月10日  |      | 大礼記念章       |      |
| 1917年（大正6年）8月20日   |      | 旭日大綬章       |      |

## 著作
- 『菊池前文相演述 九十九集』 田所美治編纂、大日本図書、1903年11月
  - 『九十九集』 田所美治編纂、芳文閣、1990年3月

著書・編書
- 『論理略説』 同盟舎、1882年12月（全3巻）
- 『初等幾何学教科書 立体幾何学』 文部省編輯局、1889年7月
  - 『初等幾何学教科書 立体幾何学』 大日本図書、1894年12月第三版
- 『初等幾何学教科書 平面幾何学』 文部省編輯局、1888年9月第壱巻 ／ 1889年1月第弐巻
  - 『初等幾何学教科書 平面幾何学』 文部省編輯局、1889年4月合本再版
  - 『初等幾何学教科書 平面幾何学』 大日本図書、1895年3月第八版
  - 『初等幾何学教科書 平面幾何学』 大日本図書、1898年3月第十版
- 『初等平面三角法教科書』 沢田吾一共編、大日本図書、1893年8月
  - 『初等平面三角法教科書』 沢田吾一共編、大日本図書、1899年4月第三版
- 『初等幾何学教科書随伴 幾何学講義』 大日本図書、1897年4月第一巻 ／ 1906年8月第二巻
  - 『幾何学講義』 教育出版センター〈数学教授文献〉、1986年（全2巻）
- 『幾何学小教科書 平面幾何学』 大日本図書、1899年12月
  - 『幾何学小教科書 平面幾何学』 大日本図書、1906年11月第二版
- 『幾何学小教科書 立体幾何学』 大日本図書、1900年7月
- 『教科書国定ニ就テ』 文部省官房、1903年7月
  - 寺崎昌男、久木幸男監修 『教科書国定化問題論纂』 大空社〈日本教育史基本文献・史料叢書〉、1996年3月、ISBN 4872366336
- 『幾何学初歩教科書』 大日本図書、1904年4月
- 『平面三角法小教科書』 沢田吾一共編、大日本図書、1905年3月
- 『新日本』 冨山房、1910年7月
- 『日米教育時言』 弘道館、1913年1月
- 『米国所観』 弘道館〈通俗学芸文庫〉、1913年6月
- 『平面解析幾何学』 大日本図書、1913年11月
- 『幾何学新教科書 平面』 大日本図書、1915年11月
  - 『幾何学新教科書 平面』 大日本図書、1916年10月第三版
- 『幾何学新教科書 立体』 大日本図書、1916年10月
- 『普通幾何学大要』 大日本図書、1918年8月

訳書
- 『百科全書 修辞及華文』 文部省、1879年5月
  - 『百科全書 第二十冊』 文部省 ／ 有隣堂
  - 『百科全書 下巻』 丸善商社出版、1884年10月 ／ ゆまに書房、1985年2月
  - 吉野作造編輯代表 『明治文化全集 第十二巻 文学芸術篇』 日本評論社、1928年10月 ／ 明治文化研究会編 『明治文化全集 第二十巻 文学芸術篇』 日本評論社、1967年11月 ／ 明治文化研究会編 『明治文化全集 第十三巻 文学芸術篇』 日本評論社、1992年10月、ISBN 4535042535
  - 土方定一編 『明治文学全集 79 明治芸術・文学論集』 筑摩書房、1975年2月、ISBN 4480103791
  - 『文部省百科全書 21』 青史社、1986年4月
- 『職業教育論』 ジェー・スコット・ラッセル著、文部省編輯局、1884年5月
- 『平面幾何学教授条目』 英国幾何学教授法改良会編纂、博聞社、1887年2月
- 『数理釈義』 ウィリアム・クリッフォード著、博聞社、1886年11月
  - 『数理釈義』 ウィリアム・クリッフォード著、博聞社、1888年12月再版
- 『平面幾何学 合同図形論』 オラウス・ヘンリシ著、森外三郎合訳、金港堂書籍、1892年7月
- 『近世平面幾何学』 ジー・リチャードソン、エー・エス・ラムゼー合著、数藤斧三郎合訳、大日本図書、1895年9月

## 関連文献
- 「箕作・菊池家 : 箕作阮甫に始まる日本を代表する知的エリート家系」（佐藤朝泰著 『門閥 : 旧華族階層の復権』 立風書房、1987年4月、ISBN 4651700322）
- 小山騰著 『破天荒〈明治留学生〉列伝 : 大英帝国に学んだ人々』 講談社〈講談社選書メチエ〉、1999年10月、ISBN 406258168X
  - By Noboru Koyama, translated by Ian Ruxton. Japanese Students at Cambridge University in the Meiji Era, 1868-1912: Pioneers for the Modernization of Japan. Lulu Press, 2004, ISBN 1411612566.
- 小山騰 「菊池大麓」（伊藤隆、季武嘉也編 『近現代日本人物史料情報辞典 2』 吉川弘文館、2005年12月、ISBN 4642013466）